# Željka Lovrenčić
Željka Lovrenčić  (Koprivnica, 1960.) je hrvatska književnica, esejistica, prevoditeljica, urednica i proučavateljica hrvatskog iseljeništva, osobito onoga na području španjolskoga govornog izričaja. 

## Životopis
Rodila se je 1960. godine u Koprivnici. U rodnom je gradu pohađala osnovnu školu. U Križevcima je išla u srednju školu. Na Filozofskom fakultetu u Zagrebu 1983. godine diplomirala je komparativnu književnost i španjolski jezik i književnost, na temu Juana Ramóna Jiméneza. Magistrirala je filologiju na istom fakultetu, a prerađeni i prošireni magistarski rad objavila je poslije pod naslovom Obrasci fantastike u hispanoameričkom romanu. Doktorirala je 2011. na temi Hispanistička Croatica - tri naraštaja čileanskih pisaca hrvatskoga podrijetla na Hrvatskim studijima. 
Šest je godina boravila u Meksiku i Čileu. Bila je stipendistica meksičke vlade od 1988. godine. Na dvama glavnim meksičkim sveučilištima (UNAM-u i Colegiju de México) slušala je predavanja iz hispanoameričke književnosti. Potom je boravila u Čileu od 1995. do 2000. godine. Ondje je u Punta Arenasu predavala hrvatski jezik i kulturu. Potom je bila radila u hrvatskoj diplomaciji kao druga tajnica (ataše) u veleposlanstvu Republike Hrvatske u Santiagu. 
Danas je voditeljicom zbirke Inozemne croatice u Nacionalnoj i sveučilišnoj knjižnici u Zagrebu. Na tom odjelu prikuplja građu koju su Hrvati objavili izvan granica Republike Hrvatske. Redovna je suradnica veleposlanstva Španjolske i Čilea u svezi s kulturom.
Napisala je, uredila i prevela četrdesetak knjiga. Članica je Međunarodne organizacije udruge književnika i umjetnika (International Writers and Artist Organization). Dopredsjednica je Društva hrvatskih književnika.